# Capitolio de los Estados Unidos

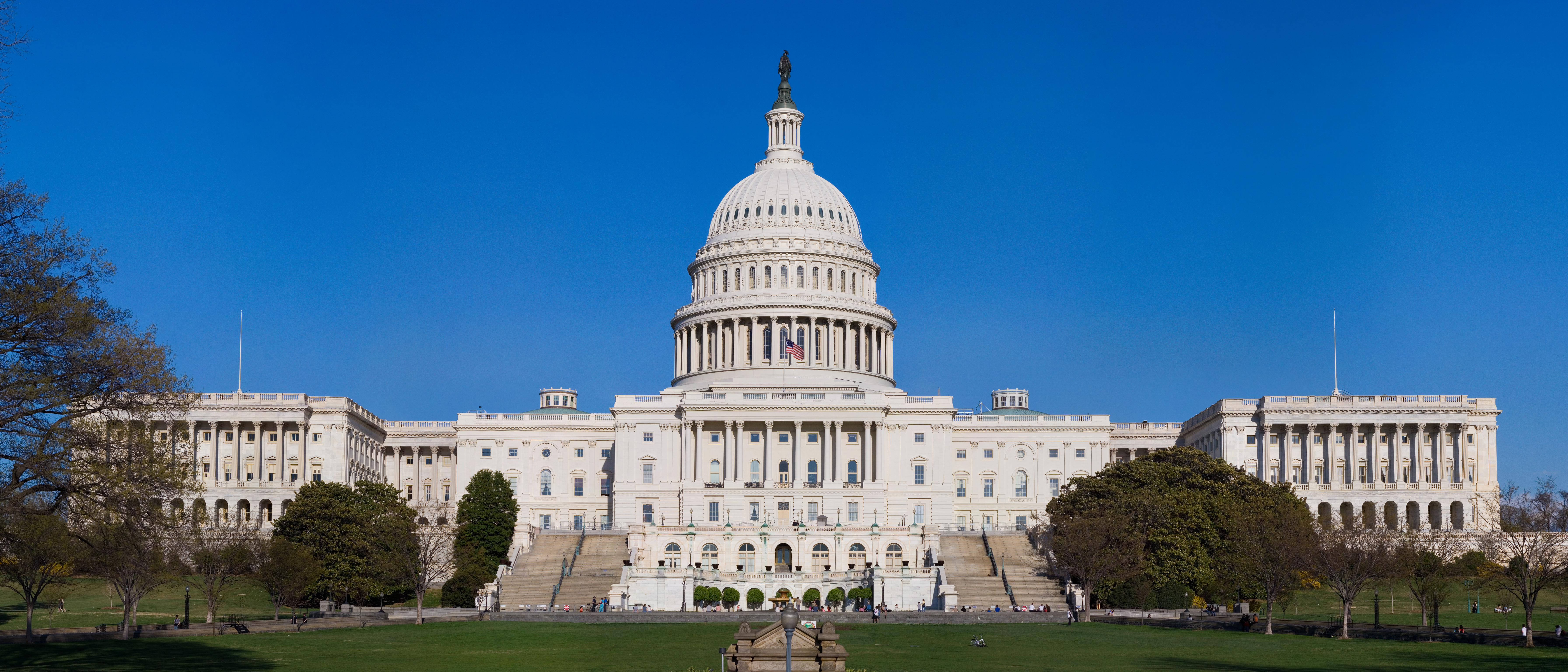
Vista completa de la fachada oeste del Capitolio de los Estados Unidos.

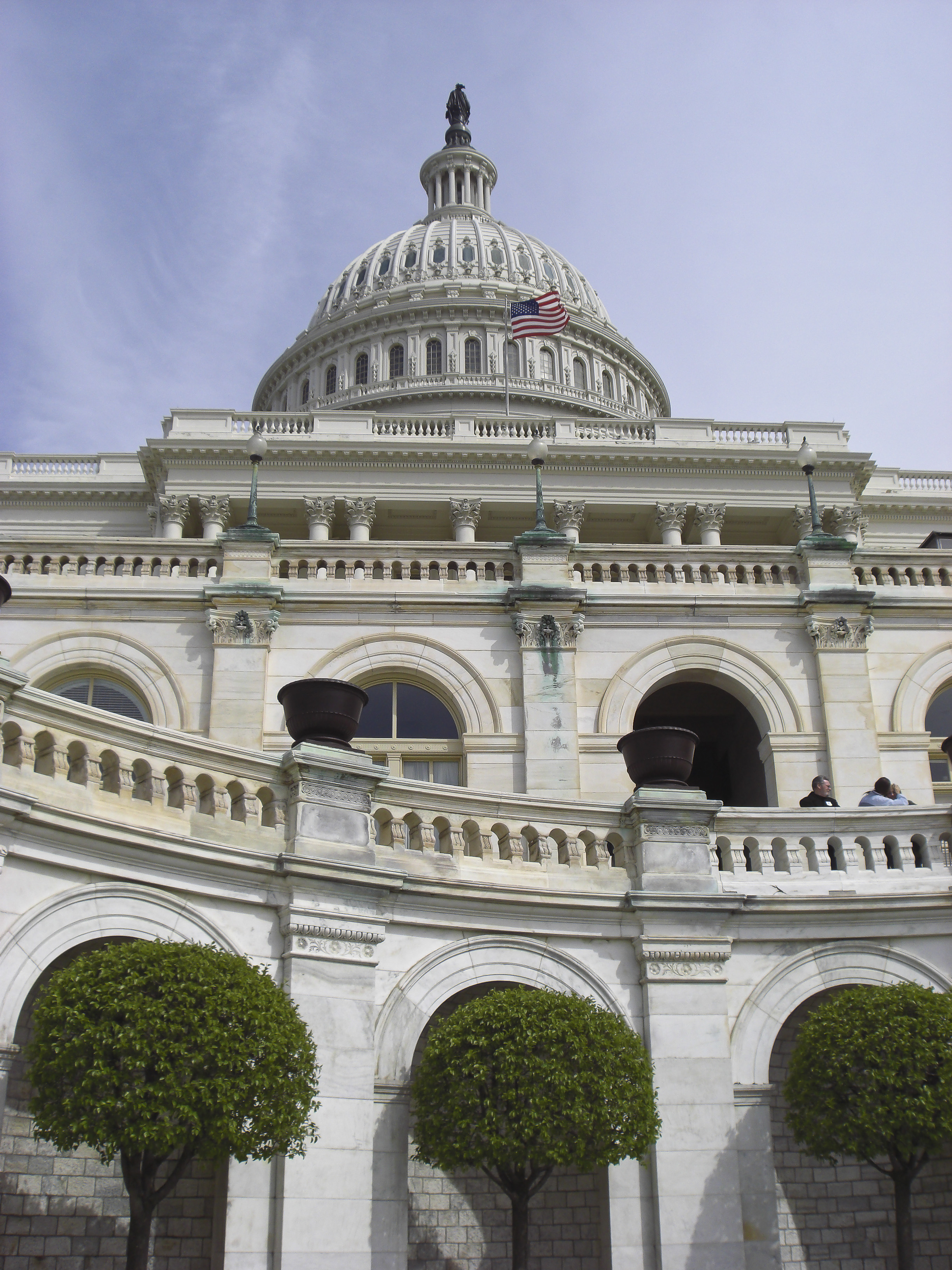
Vista del capitolio desde abajo.

El Capitolio de Estados Unidos (en inglés: United States Capitol), a menudo llamado El Capitolio (The Capitol) o el Edificio del Capitolio (Capitol Building), es la sede del Congreso de los Estados Unidos, el poder legislativo del gobierno federal. Está ubicado en Capitol Hill, en el extremo este de la Explanada Nacional, en Washington D. C.. Aunque ya no está en el centro geográfico del distrito federal, el Capitolio constituye el punto de origen del sistema de numeración de calles del distrito, así como de sus cuatro cuadrantes.
Las secciones centrales del edificio actual se completaron en 1800. Fueron parcialmente destruidas en el incendio de Washington en 1814 y luego fueron completamente restauradas a lo largo de cinco años. El edificio fue ampliado en 1850, así como las alas para las cámaras de la legislatura bicameral, la Cámara de Representantes en el ala sur y el Senado en el ala norte. La enorme cúpula se completó en 1866, justo después de la Guerra de Secesión. Al igual que los edificios principales de los poderes ejecutivo y judicial, el Capitolio está construido en estilo neoclásico y tiene un exterior blanco. Tanto su elevación este como oeste se denominan formalmente frentes, aunque sólo el frente este estaba destinado a la recepción de visitantes y dignatarios.

## Historia

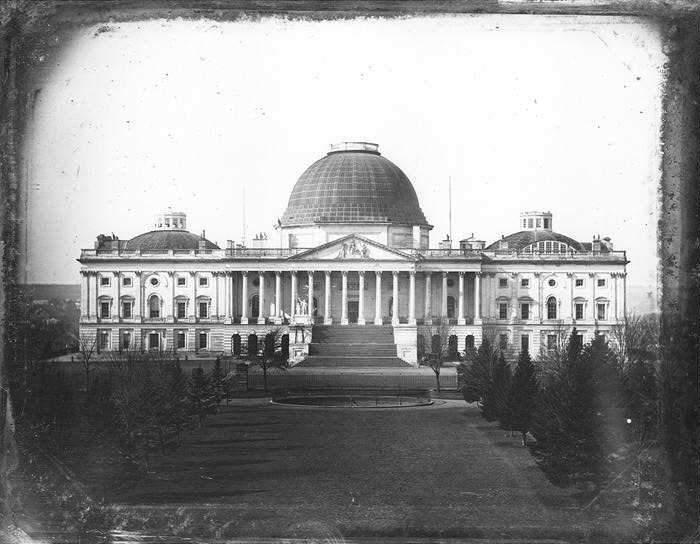
El Capitolio con su cúpula original en 1846.

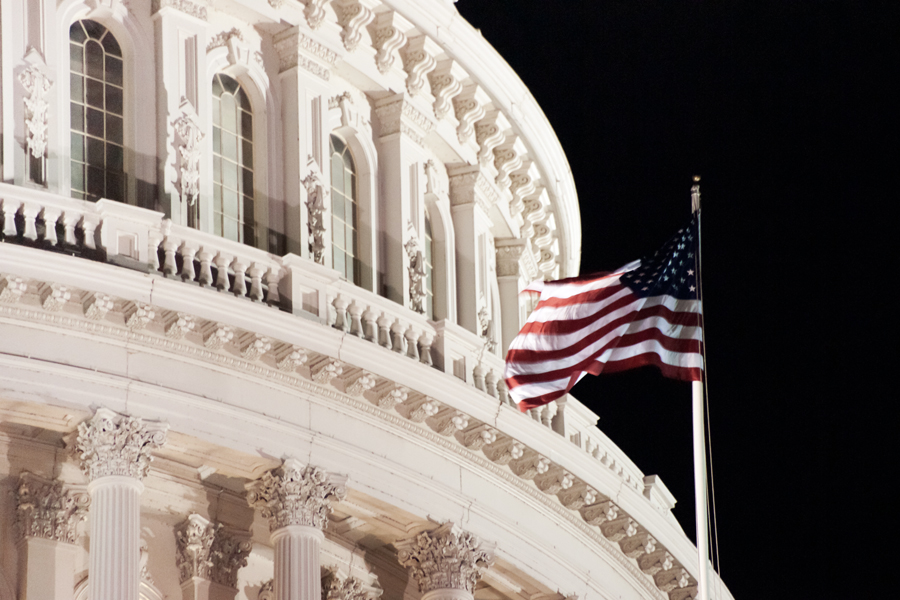
Vista nocturna.

El Capitolio fue inaugurado en 1800. Antes de su construcción, al menos ocho edificios diferentes fueron usados como sede del congreso en distintas ciudades.
- Primer Congreso Continental (1774):
  - 1774: Carpenters' Hall, Filadelfia, Pensilvania.

- Segundo Congreso Continental (1775-1781):
  - 1775-1776: Casa Estatal de Pensilvania (Salón de la Independencia), Filadelfia, Pensilvania.
  - 1776-1777: Casa de Henry Fite, Baltimore, Maryland.[1]
  - 1777: Casa Estatal de Pensilvania (Salón de la Independencia), Filadelfia.
  - 1777: Palacio de Justicia, Lancaster, Pensilvania.
  - 1777: Palacio de Justicia, York, Pensilvania.
  - 1779-1781: Casa Estatal de Pensilvania (Salón de la Independencia), Filadelfia.

- Artículos de la Confederación (1781-1789):
  - 1781-1783: Casa Estatal de Pensilvania (Salón de la Independencia), Filadelfia.
  - 1783: Nassau Hall, Princeton, Nueva Jersey.
  - 1783–1784: Casa Estatal de Maryland, Annapolis, Maryland.
  - 1784: Taverna de armas francesa, Trenton, Nueva Jersey.
  - 1785-1789: Ayuntamiento de Nueva York (Federal Hall), Nueva York, Nueva York.

- Constitución de los Estados Unidos de América (instituida el 4 de marzo de 1789):
  - 1789–1790: Federal Hall, Nueva York.
  - 1790–1800: Casa Estatal de Pensilvania (Salón de la Independencia), Filadelfia.

- 1800-presente: Capitolio de Los Estados Unidos, Washington D. C.

### Diseños
En la primavera de 1792, el Secretario de Estado de los Estados Unidos, Thomas Jefferson, propuso un concurso de diseño para solicitar diseños para el Capitolio y la "Casa del Presidente", y fijó un plazo de cuatro meses. El premio del concurso era de 500 dólares y un terreno en la Ciudad Federal. Al menos diez personas presentaron diseños para el Capitolio; sin embargo, los dibujos se consideraron toscos y aficionados, lo que reflejaba el nivel de habilidad arquitectónica presente en los Estados Unidos en ese momento. El más prometedor de los presentados fue el de Stephen Hallet, un arquitecto francés de formación. Sin embargo, los diseños de Hallet eran demasiado extravagantes, con demasiada influencia francesa, y se consideraron demasiado costosos.
El 31 de enero de 1793 se presentó una propuesta tardía del arquitecto aficionado William Thornton, que recibió muchos elogios por su "grandeza, sencillez y belleza" por parte de Washington, junto con los de Thomas Jefferson. Thornton se inspiró en la fachada este del Palacio del Louvre, así como en el Panteón de París para la parte central del diseño. El diseño de Thornton fue aprobado oficialmente en una carta fechada el 5 de abril de 1793 por Washington, y Thornton fue el primer arquitecto del Capitolio (y posteriormente el primer superintendente de la Oficina de Patentes y Marcas de Estados Unidos). En un esfuerzo por consolar a Hallet, los comisionados lo nombraron para que revisara los planes de Thornton, elaborara estimaciones de costes y actuara como superintendente de la construcción. Hallet procedió a desmenuzar y hacer cambios drásticos en el diseño de Thornton, que consideraba costoso de construir y problemático. En julio de 1793, Jefferson convocó una comisión de cinco miembros, reuniendo a Hallet y a Thornton, junto con James Hoban (arquitecto ganador del "Palacio del Presidente") para abordar los problemas y revisar el plan de Thornton. Hallet sugirió cambios en la planta, que podían encajar en el diseño exterior de Thornton. El plan revisado fue aceptado, salvo que el secretario Jefferson y el presidente Washington insistieron en un hueco abierto en el centro del frente este, que formaba parte del plan original de Thornton.
El diseño original de Thornton fue modificado posteriormente por los arquitectos británicos-estadounidenses Benjamin Henry Latrobe Sr., y luego por Charles Bulfinch. La actual cúpula de hierro fundido y la nueva extensión sur, así como la nueva ala norte del Senado fueron diseñadas por Thomas Ustick Walter y August Schoenborn, un inmigrante alemán, en la década de 1850[25], y se completaron bajo la supervisión de Edward Clark.

### Construcción
En noviembre de 1791, L'Enfant consiguió el alquiler de canteras en la isla de Wigginton y a lo largo del arroyo Aquia, en Virginia, para utilizarlas en los cimientos y en los muros exteriores del Capitolio. Los trabajos de topografía se iniciaron poco después de que se aceptara el plan de la conferencia de Jefferson para el Capitolio. El 18 de septiembre de 1793, el presidente George Washington, junto con otros ocho masones ataviados con trajes masónicos, colocó la primera piedra, realizada por el platero Caleb Bentley.
La construcción prosiguió con Hallet trabajando bajo la supervisión de James Hoban, que también estaba ocupado en la construcción de la "Casa del Presidente" (también conocida posteriormente como la "Mansión Ejecutiva"). A pesar de los deseos de Jefferson y del Presidente, Hallet siguió adelante de todos modos y modificó el diseño de Thornton para el frente este y creó un patio central cuadrado que se proyectaba desde el centro, con alas flanqueantes que albergarían los órganos legislativos. Hallet fue despedido por el secretario Jefferson el 15 de noviembre de 1794[30] George Hadfield fue contratado el 15 de octubre de 1795 como superintendente de la construcción, pero dimitió tres años después, en mayo de 1798, por su insatisfacción con el plan de Thornton y la calidad del trabajo realizado hasta entonces.
El ala del Senado (norte) se terminó en 1800. El Senado y la Cámara de Representantes compartieron dependencias en el ala norte hasta que se construyó un pabellón temporal de madera en el futuro emplazamiento del ala de la Cámara de Representantes, que sirvió durante unos años para que los Representantes se reunieran en ella, hasta que el ala de la Cámara de Representantes (sur) se completó finalmente en 1811, con una pasarela temporal de madera cubierta que conectaba las dos alas con las cámaras del Congreso, donde estaría la futura sección central con la rotonda y la cúpula. Sin embargo, la Cámara de Representantes se trasladó al poco al ala de la Cámara en 1807. Aunque el edificio del ala del Senado estaba incompleto, el Capitolio celebró su primera sesión del Congreso de los Estados Unidos con ambas cámaras en sesión el 17 de noviembre de 1800. La Legislatura Nacional se trasladó a Washington prematuramente, a instancias del presidente John Adams, con la esperanza de conseguir suficientes votos del Sur en el Colegio Electoral para ser reelegido para un segundo mandato como presidente.

### Incendio de 1812
Poco después de la finalización de ambas alas, el Capitolio fue parcialmente quemado por los británicos el 24 de agosto de 1814, durante la Guerra de 1812.
Se pidió a George Bomford y Joseph Gardner Swift, ambos ingenieros militares, para ayudar a reconstruir el Capitolio. La reconstrucción comenzó en 1815 e incluyó el rediseño de las cámaras de las alas del Senado y de la Cámara de Representantes (ahora laterales), que se completaron en 1819. Durante la reconstrucción, el Congreso se reunió en el Viejo Capitolio de Ladrillo, una estructura temporal financiada por inversores locales. La construcción continuó hasta 1826, con la adición de la sección central con escalones frontales y pórtico con columnas y una rotonda interior que se elevaba sobre la primera cúpula baja del Capitolio. A Latrobe se le relaciona principalmente con la construcción original y con muchas características interiores innovadoras; su sucesor Bulfinch también desempeñó un papel importante, como el diseño de la primera cúpula baja cubierta de cobre.

### Ampliación de 1850
Hacia 1850, quedó claro que el Capitolio no podía albergar el creciente número de legisladores que llegaban de los estados recién admitidos. Se convocó un nuevo concurso de diseño, y el presidente Millard Fillmore designó al arquitecto de Filadelfia Thomas U. Walter para llevar a cabo la ampliación. Se añadieron dos nuevas alas: una nueva cámara para la Cámara de Representantes en el lado sur, y una nueva cámara para el Senado en el norte.
La primera fotografía conocida del interior del Capitolio fue tomada en 1860 y muestra la nueva cámara de la Cámara de Representantes.
Cuando se amplió el Capitolio en la década de 1850, parte del trabajo de construcción fue realizado por esclavos "que cortaron los troncos, colocaron las piedras y cocieron los ladrillos". El plan original era utilizar trabajadores traídos de Europa; sin embargo, la respuesta a los esfuerzos de contratación fue escasa y los afroamericanos, algunos libres y otros esclavizados, constituyeron la mayoría de la mano de obra.

### Cúpula

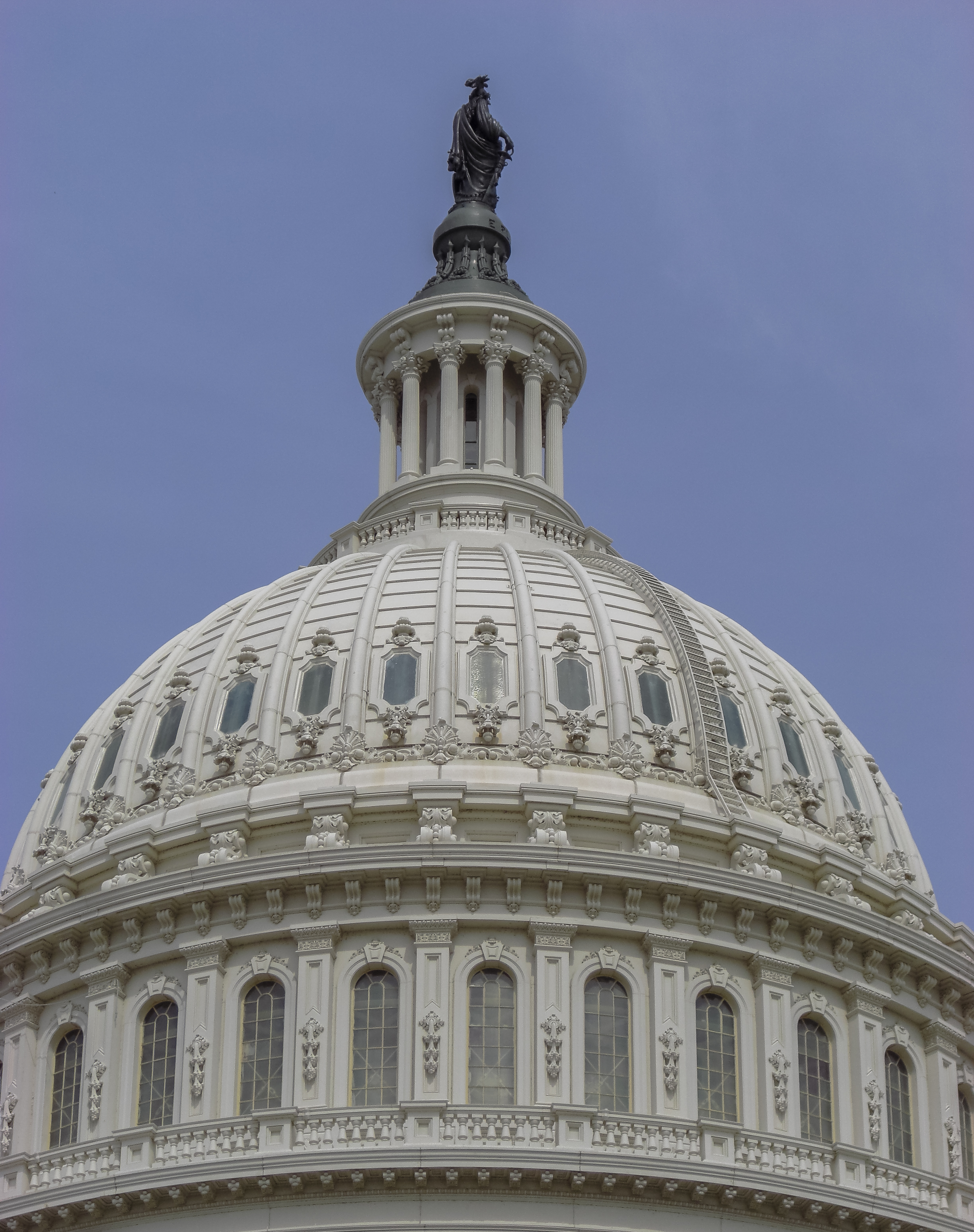
Vista exterior de la cúpula

La ampliación de 1850 duplicó con creces la longitud del Capitolio y empequeñeció la cúpula original de 1818, diseñada por Charles Bulfinch, con estructura de madera y revestimiento de cobre, que ya no guardaba proporción con el tamaño del edificio. En 1855 se decidió derribarla y sustituirla por la cúpula de hierro fundido "estilo tarta de boda" que vemos hoy día. Diseñada también por Thomas U. Walter, la nueva cúpula tiene una altura tres veces superior a la original y un diámetro de 30 metros, pero se apoya en los pilares de mampostería existentes. Al igual que la cúpula de Mansart en "Les Invalides" (que había visitado en 1838), la cúpula de Walter es doble, con un gran óculo en la cúpula interior, a través del cual se ve "La Apoteosis de Washington" pintada en una concha suspendida de las costillas de soporte, que también sostienen la estructura exterior visible y el tholos que soporta La "Estatua de la Libertad", una estatua colosal que se elevó a la cima de la cúpula en 1863. La estatua invoca a las diosas Minerva o Atenea. El peso del hierro fundido para la cúpula es de 4.041.100 kg. La estructura de hierro fundido de la cúpula fue suministrada y construida por la fundición de hierro Janes, Fowler, Kirtland & Co.

### SigloXX
Cuando finalmente se completó la nueva cúpula, su enorme peso visual, a su vez, superó las proporciones de las columnas del Pórtico Este, construido en 1828, lo que obligó a reconstruirlo en 1904, siguiendo un diseño de los arquitectos Carrère y Hastings, que también diseñaron los edificios de oficinas del Senado y la Casa Cannon.
La siguiente gran remodelación comenzó en 1958, con una extensión de 10,2 m del Pórtico Este. Durante este proyecto, en 1960 la cúpula se sometió a una restauración. Se construyó un duplicado en mármol del Frente Este de piedra arenisca ganando 10,2 metros lineales. En 1962 se incorporó lo que había sido su muro exterior como muro interior. En el proceso, las columnas corintias de arenisca originales fueron retiradas y sustituidas por otras de mármol. No fue hasta 1984 cuando el paisajista Russell Page creó un entorno adecuado para ellas en una gran pradera del Arboreto Nacional de Estados Unidos, en el noreste de Washington, como las Columnas del Capitolio Nacional, donde se combinan con un estanque reflectante en un conjunto que recuerda a algunos visitantes las ruinas de Persépolis, en Persia. Además de las columnas, se retiraron cientos de bloques de la piedra original, que se almacenan detrás de un patio de mantenimiento del Servicio de Parques Nacionales en el parque Rock Creek.

### 11 de septiembre de 2001
El plan final de los atentados del 11 de septiembre de 2001 era secuestrar 4 aviones, de los cuales uno iba a impactar en el Capitolio de los Estados Unidos, ya que representaba el poder legislativo. Pero el avión que iba a impactar en el Capitolio (el vuelo 93 de United Airlines) se estrelló en un campo de Shanksville (Pensilvania), debido a una lucha entre los pasajeros y los terroristas. [cita requerida]

### 6 de enero de 2021
El 6 de enero de 2021, durante la sesión en la que se iba a confirmar el nombramiento de Joe Biden como próximo presidente de los Estados Unidos, miles de manifestantes asaltaron el Capitolio. Dicha situación causó el cierre de emergencia del edificio, la evacuación de algunas personalidades, como el vicepresidente saliente Mike Pence y la presidenta de la Cámara de Representantes Nancy Pelosi y la intervención de la Guardia Nacional. El asalto terminó con más de 120 personas arrestadas, cuatro manifestantes y un policía muertos y 52 policías heridos.
Los daños en el patrimonio del edificio fueron limitados, a pesar de la violencia que reflejaron las imágenes emitidas por los medios de comunicación. Varias puertas y ventanas fueron destrozadas por los manifestantes en su intento por acceder al interior del edificio. Una vez dentro, una estatua del expresidente Zachary Taylor ubicada en uno de los pasillos fue salpicada por un líquido rojo, en apariencia sangre. El gas pimienta, los gases lacrimógenos y los extintores contra incendios usados en el interior tanto por los asaltantes como por las fuerzas de seguridad impregnaron algunas obras sin causar grandes daños. Varios objetos fueron sustraídos por los manifestantes. Entre ellos, un pergamino con caracteres chinos, un cuadro con una imagen del Dalái lama y un atril de la presidenta de la Cámara de Representantes, Nancy Pelosi —cuyo despacho fue asaltado—, que el autor intentó subastar más tarde por eBay. No obstante, a pesar de las valiosas obras de arte que atesora el Capitolio, ninguna sufrió daños de gravedad —salvo dos lámparas exteriores de finales del siglo XIX diseñadas por el creador de los jardines de la sede, Frederick Law Olmsted—.

## Propiedades del Capitolio

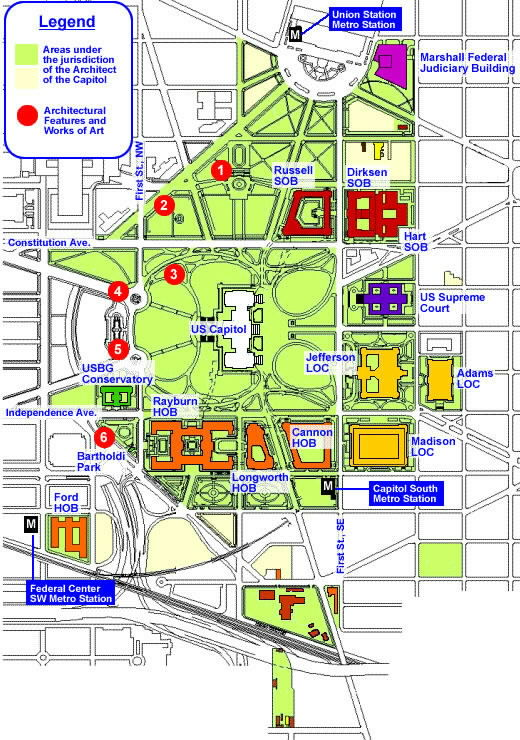
Mapa del complejo de los terrenos del Capitolio.

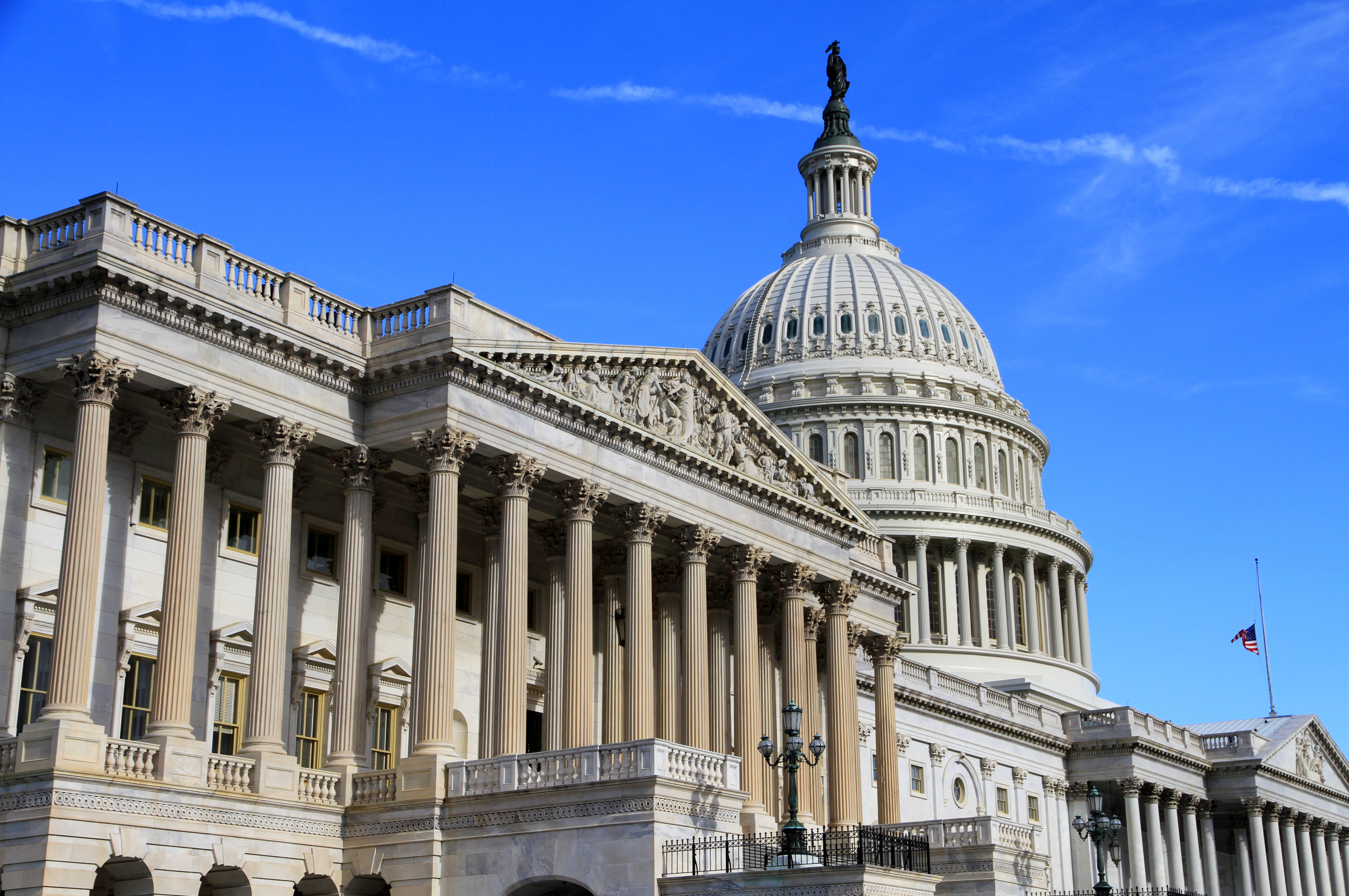
Capitolio de los Estados Unidos.

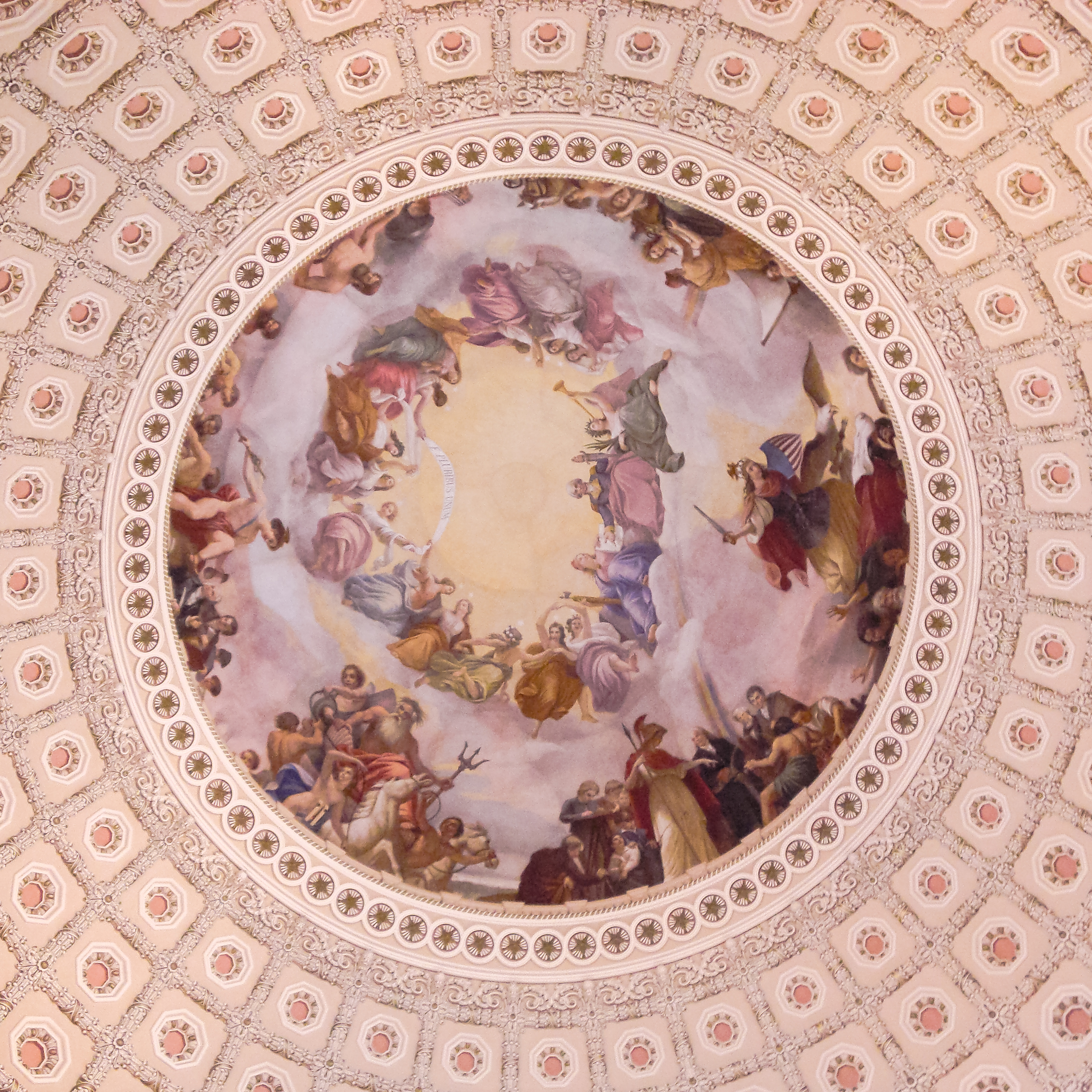
Apoteosis de George Washington.

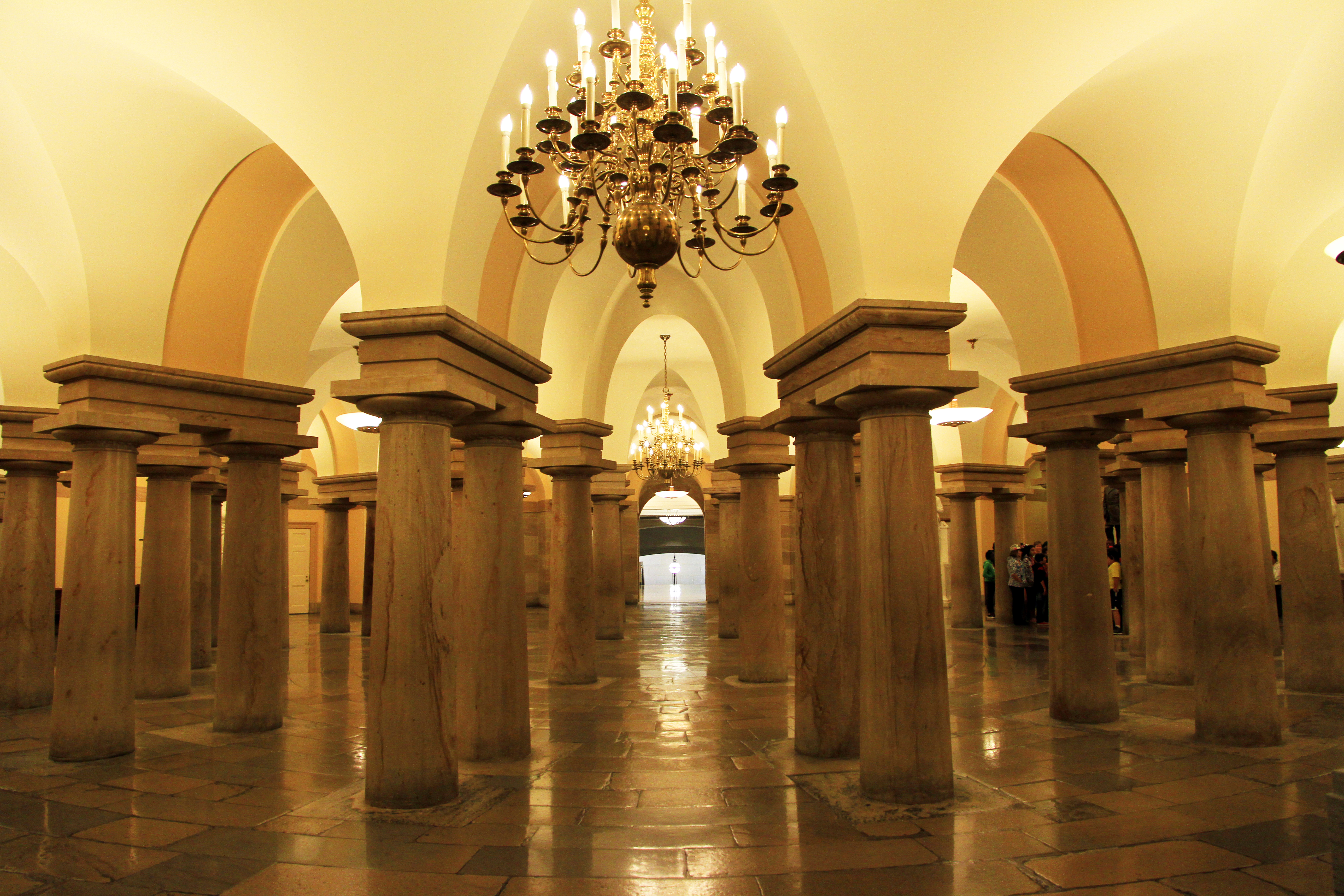
Cripta del Capitolio.

Los terrenos del Capitolio cubren algo más de ciento diez hectáreas, la mayoría son jardines, paseos, y calles. El diseño fue originalmente concebido por el arquitecto estadounidense Frederick Law Olmsted, entre los años 1874 y 1892. En 1875, en una de su primeras recomendaciones, Olmsted propuso las terrazas de mármol en el lado norte, oeste y sur del capitolio, que dibujan un búho sentado sobre una pirámide visto del cielo.

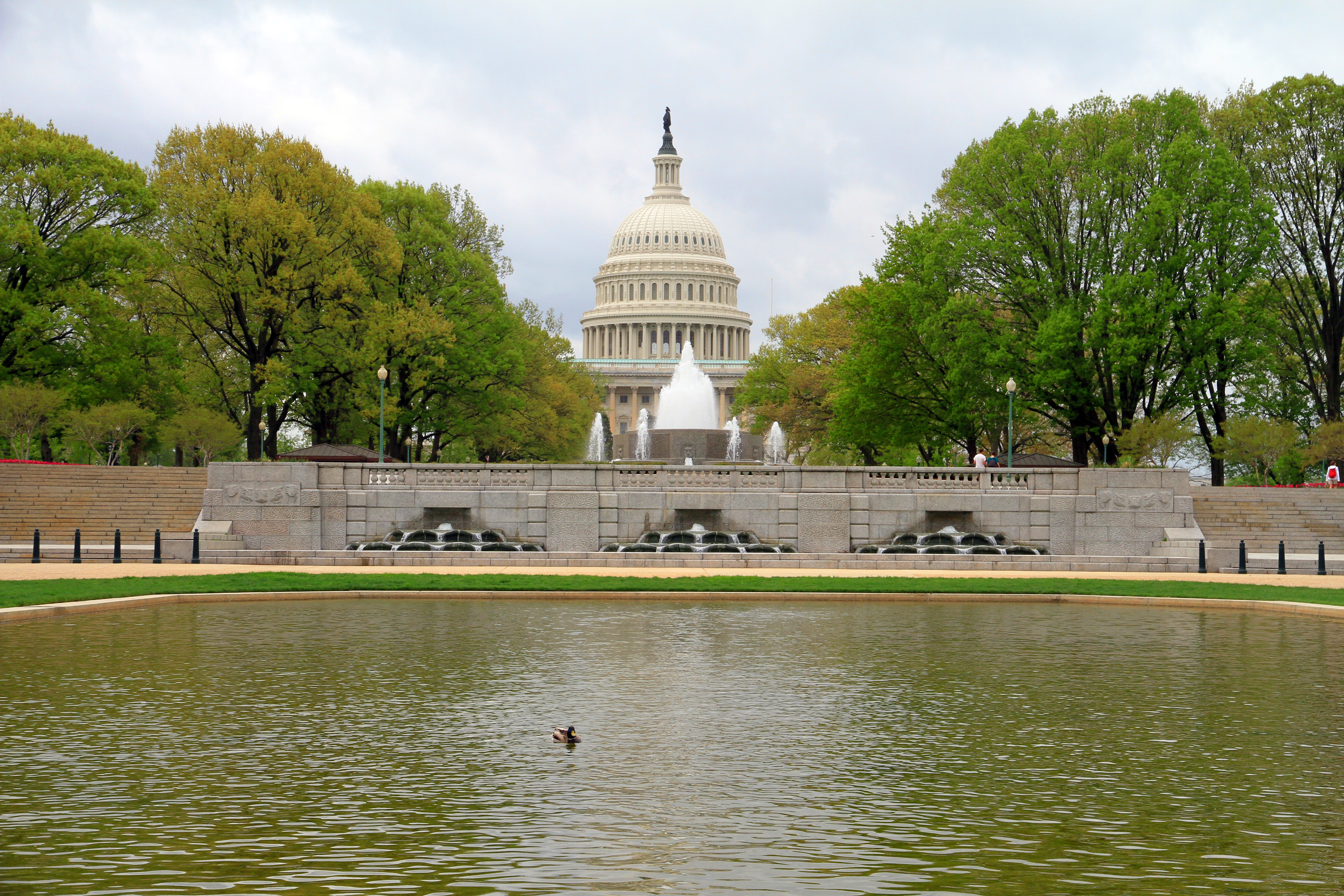
Capitol Plaza.

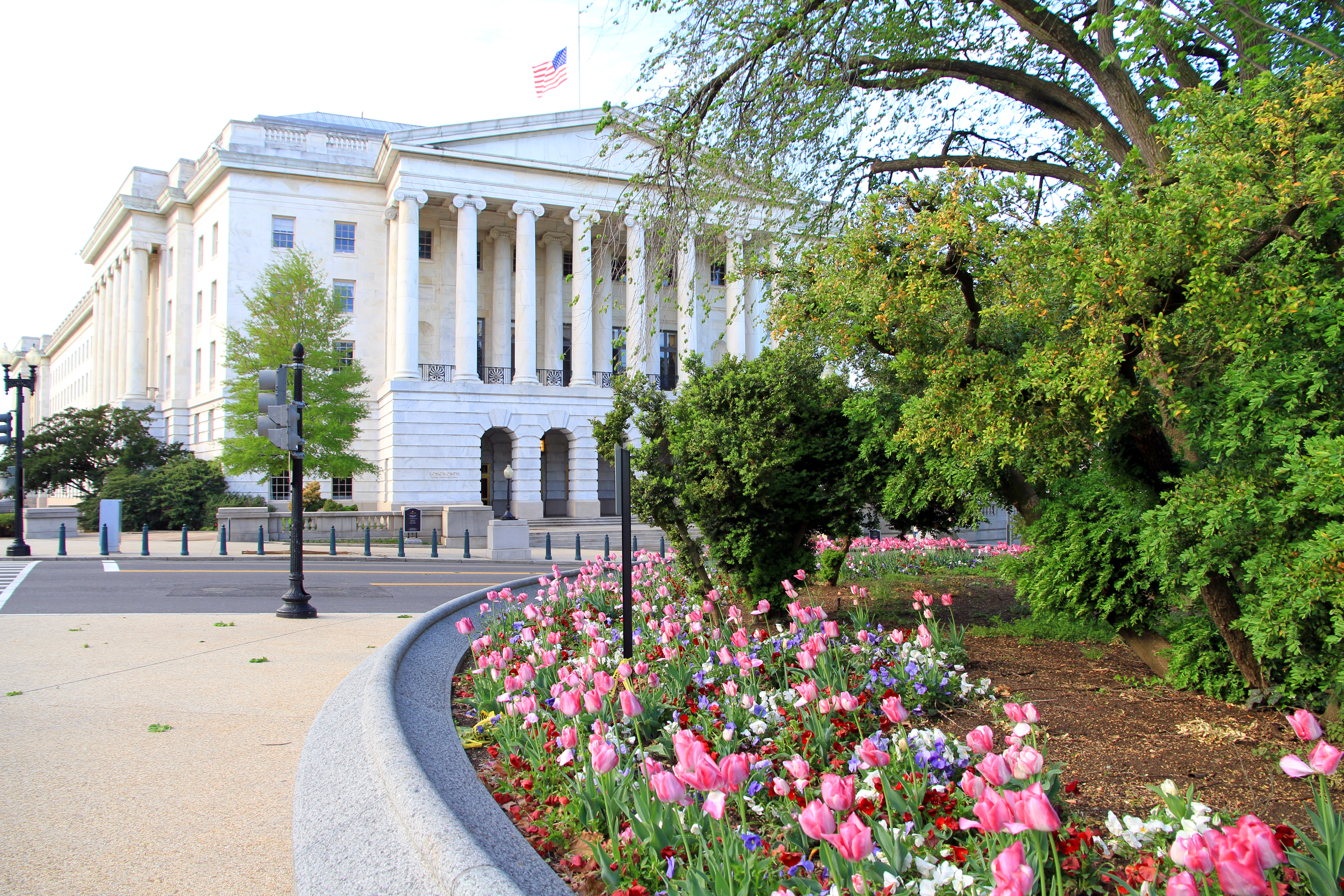
Cannon House Office Building.

El complejo del Capitolio cuenta además con varios edificios donde se llevan a cabo distintas funciones institucionales. (Vistos en el mapa a su derecha) Los edificios son:
- Las Oficinas de los Representantes (HOB en naranja)
  - Cannon House Office Building
  - Ford House Office Building
  - Longworth House Office Building
  - Rayburn House Office Building
  - Annex III al Capitolio: Page Residence Hall

- Oficinas para senadores (SOB en rojo)
  - Dirksen Senate Office Building
  - Hart Senate Office Building
  - Russell Senate Office Building

- Corte Suprema de los Estados Unidos (en morado)
  - Thurgood Marshall Federal Judiciary Building

- Biblioteca del Congreso de Estados Unidos (en amarillo)
  - John Adams Building
  - Thomas Jefferson Building
  - James Madison Memorial Building
  - Jardín Botánico de los Estados Unidos
  - Planta de luz del Capitolio
  - Centro de visitantes del Capitolio (en construcción)

Además de los edificios nombrados, hay varios monumentos y esculturas instalados en sus alrededores, incluyendo el Salón Nacional de Esculturas y La Estatua de la Libertad sobre la cúpula.

## Rotonda del Capitolio
La Rotonda del Capitolio se localiza justo debajo de la gran cúpula de dicho edificio. Se considera el "corazón simbólico y físico" del Capitolio. En ella se exhibe una gran colección de arte; frescos, pinturas históricas y estatuas. También se celebran allí los funerales de estado de los expresidentes y otras personalidades.

## Arte en el Capitolio

Declaración de la Independencia por John Trumbull.

El Capitolio alberga una gran colección de arte estadounidense. En 1856 el artista italoestadounidense Constantino Brumidi diseñó los muros de los pasillos del primer piso del ala del Senado. Los pasajes, hoy conocidos como los corredores Brumidi, reflejan grandes momentos y personajes de la historia de Estados Unidos. Los murales originales incluyen escenas y alegorías de la vida de Benjamin Franklin, John Fitch, Robert Fulton y acontecimientos históricos como la compra de Luisiana. También están dibujados en una pared, animales, insectos y flores endémicas de los Estados Unidos. Brumidi incorporó un área para acontecimientos memorables del futuro y hoy se encuentran ahí representados el avión Espíritu de San Luis, la nave espacial Apolo llegando a la luna y la nave espacial Challenger.
Brumidi también trabajó en el fresco de la cúpula. El mural en el techo muestra al presidente George Washington, es llamado Apoteosis de George Washington. Alrededor del mural en el techo se ve una corta cronología pictórica del país. El mural comienza con una imagen de Cristóbal Colón llegando a América y termina con una pintura del primer vuelo del avión Kitty Hawk de los hermanos Wright. La pintura fue realizada entre los años 1878 y 1987 por cuatro pintores: Brumidi, Filippo Castoggini, Charles Ayer Whipple y Allyn Cox.
Debajo de la cúpula hay ocho pinturas de la historia del país. En el lado este hay cuatro pinturas sobre los orígenes de Estados Unidos como nación: El Bautismo de Pocahontas por John Gadsby Chapman, El Desembarco de los Peregrinos en Plymouth por Robert W. Wier, El Descubrimiento del Río Misisipi por William H. Powell, y La llegada de Cristóbal Colón por John Vanderlyn.

## Seguridad
El Capitolio tiene su propio Departamento de Policía. La Policía del Capitolio de los Estados Unidos se encarga de controlar la entrada al edificio y de la vigilancia del Capitolio y sus edificios.

## Cámara de Representantes
La Cámara de Representantes es el lugar donde se reúnen los congresistas. El ala tiene pinturas de personajes conocidos por las leyes que crearon en su tiempo, considerados determinantes para la consolidación del país.
- Alfonso X
- Eduardo I
- Gayo
- George Mason
- Gregorio IX
- Hammurabi
- Hugo Grotius
- Inocencio III
- Jean Baptiste Colbert
- Justiniano I
- Licurgo
- Maimónides
- Moisés
- Napoleón I
- Papiniano
- Robert Joseph Pothier
- Salomón
- San Luis
- Simón V de Montfort
- Solón
- Thomas Jefferson
- Triboniano
- Sir William Blackstone

En la Cámara de Representantes se lleva a cabo el Discurso del estado de la Unión (en inglés: State of the Union) pronunciado anualmente por el Presidente de los Estados Unidos. Generalmente los Discursos duran una hora y asisten a estos los miembros del Congreso junto a otros funcionarios del Gobierno.

## Cámara del Senado
El Senado de los Estados Unidos tiene una función de representación territorial. A cada Estado le corresponden dos senadores.
Los senadores se reúnen en una cámara compuesta por 100 escritorios, una mesa central de presidencia y galerías en la parte superior para visitantes y prensa.

## Actos celebrados en el Capitolio

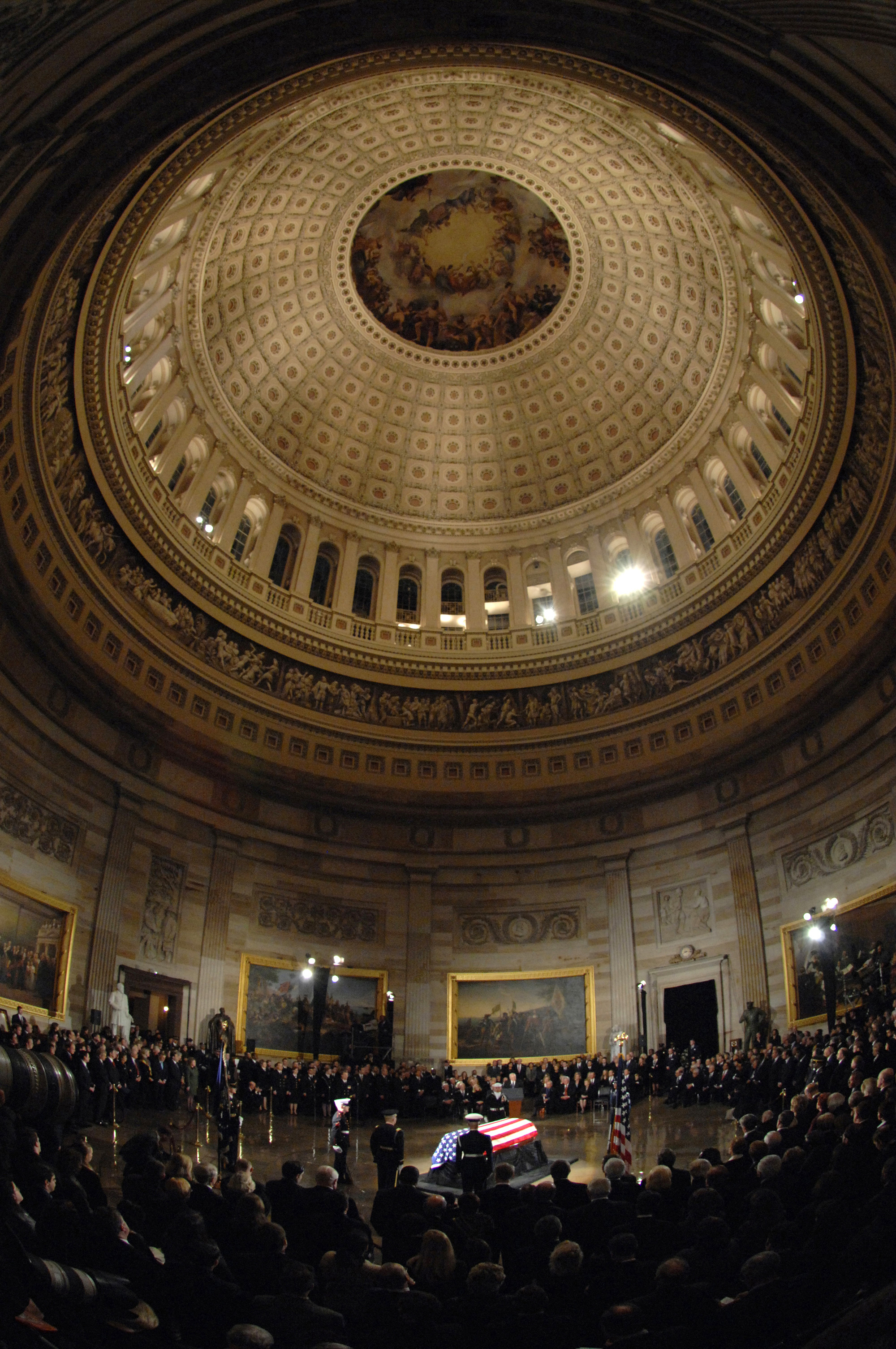
Ceremonia por luto del Presidente Ford bajo la cúpula central del capitolio en Washington, D. C., 30 de diciembre de 2006.

El Capitolio y sus alrededores han sido escenario de importantes acontecimientos en su trayectoria de más de 200 años:
- Cada enero los congresistas e invitados se reúnen en el Capitolio para escuchar el discurso del Estado de la Unión dado por el Presidente de los Estados Unidos.
- La población se reúne en los terrenos del lado Oeste desde 1990 el último lunes de cada mes de mayo para conmemorar el Memorial Day y homenajear a los hombres y mujeres de EE. UU. muertos en acto de servicio.
- El día cuatro de julio.
- Tomas de posesión presidenciales
- Lutos:
  - Senador Henry Clay (1852), La primera persona velada en el Capitolio.
  - Presidente Abraham Lincoln (1865)
  - Presidente James A. Garfield (1881)
  - Presidente Warren Harding (1923)
  - Presidente William Taft (1930)
  - Presidente John F. Kennedy (1963)
  - General Douglas MacArthur (1964)
  - Presidente Herbert Hoover (1964)
  - Presidente Dwight Eisenhower (1969)
  - Senador Everett Dirksen (1969)
  - Director del FBI J. Edgar Hoover (1972)
  - Presidente Lyndon Johnson (1973)
  - Vicepresidente Hubert Humphrey (1978)
  - Presidente Ronald Reagan (2004)
  - Rosa Parks (2005), primera mujer en ser velada en el Capitolio
  - Presidente Gerald Ford (2006)
  - Billy Graham (2018)
  - Senador John McCain (2018)
  - Presidente George H. W. Bush (2018)
  - Congresista John Lewis (2020)
  - Jueza Ruth Bader Ginsburg (2020)
  - Presidente James Carter (2025)